# Peter Sculthorpe
Peter Sculthorpe (* 29. April 1929 in Launceston, Tasmanien; † 8. August 2014 in Woollahra, New South Wales) war ein australischer Komponist, der 1997 zu einem der Australia’s Living National Treasures gewählt wurde.

## Biografie
Sculthorpe besuchte die Launceston Church Grammar School und hatte ab dem neunten Lebensjahr Klavierunterricht. Zur gleichen Zeit begann er zu komponieren. Im Alter von 16 Jahren begann er ein Studium an der University of Melbourne, das er 1950 mit dem Grad eines Bachelor of Music im Fach Klavier abschloss.
Nach seiner Rückkehr nach Tasmanien eröffnete er mit seinem Bruder ein Sportgeschäft. 1955 wurde seine Piano Sonatina als erstes Werk eines australischen Komponisten beim Festival der International Society for Contemporary Music in Baden-Baden aufgeführt. 1958 erhielt er ein Lizette-Bentwich-Stipendium der Melbourne University, das ihm ein Studium am Wadham College bei Edmund Rubbra und Egon Wellesz ermöglichte. Hier lernte er auch die Komponisten Peter Maxwell Davies und John Cage kennen.
1960 kehrte er nach Australien zurück und unterrichtete ab 1963 bis zu seiner Emeritierung an der University of Sydney. Zu seinen Studenten zählten hier Anne Boyd, Ross Edwards und Barry Conyngham. 1966–67 war er Composer in Residence an der Yale University, 1972–73 war er Gastprofessor an der University of Sussex.
1977 wurde Sculthorpe als Officer of the British Empire ausgezeichnet, 1990 als Officer of the Order of Australia. Für seine Verdienste um die australische Musik erhielt er 1994 den Sir Bernard Heinze Memorial Award. 1997 wählte ihn der National Trust of Australia zu einem der 100 Australia’s Living National Treasures. 2002 wurde er als Ehrenmitglied in die American Academy of Arts and Letters gewählt.
Sculthorpe komponierte etwa 350 Werke in sämtlichen musikalischen Genres vom Lied über Chorwerke bis zur Oper, Stücke für Soloinstrumente, Kammermusik und Orchesterwerke, geistliche Werke und Filmmusiken.